# Misumena vatia
Misumena vatia — вид павуків-крабів з великого роду Misumena. Ловильної павутини не будує, трапляється на квітах, полює із засідки. Поширений у Голарктиці, один із найзвичайніших видів у Європі та Північній Америці.

## Опис
Доросла самиця — середнього розміру павук, близько 1 см довжини тіла. Самець значно дрібніший і тендітніший, за вагою майже в 100 разів менший за самицю: маса самця 4 мг, тоді як самиці — 400 мг.
Тіло самиці білого чи жовтуватого кольору, на черевці часто наявні дві косі продольні червоні смуги, іноді замість них серія червоних плям чи навіть вони відсутні. Павук змінює колір тіла від білого до жовтого залежно від кольору квітки, на якій він полює. За зміну кольору відповідають пігменти 3-гідроксикінуренін та ксантоматін.

## Спосіб життя

### Живлення
Самиці малорухомі, живуть на квітках айстрових, зокрема деревію, золотушнику тощо. На північному сході США найчастіше трапляються на ваточнику. Полюють на комах, наприклад, метеликів, ос.

### Відтворення
Цикл розмноження триває в середньому 2 роки. На північному сході США самиця відкладає яйця в липні. Через три з половиною тижні вилуплюються павучата, які вже в яйцевій оболонці здійснили перше линяння. Усього самиця Misumena vatia переживає 8 линянь, самець — 6. До осінніх холодів павучки встигають перелиняти 1-2 додаткові рази, за наступне літо зазвичай вони набувають передостанньої фази розвитку. На початку літа наступного року самиця досягає статевозрілості.
Яйця самиця відкладає у кокон, що запаковує до складеного листка рослини, зазвичай, тієї самої, де було місце полювання. На відміну від інших павуків-крабів охороняє це «гніздо» до вилуплення павучків.

### Статева поведінка
Статевий диморфізм у розмірі пояснюється тим, що самиці мають на 2 линяння більше, аніж самці. Самець майже завжди ламає останній членик педипальпи (емболій) у статевому отворі самиці.

## Розповсюдження
Поширені в Європі, помірному поясі Азії, у Північній Америці в США та Канаді. Можливо, американські популяції ведуть свій початок від завезених європейцями павуків.

## Таксономія
Один з 42 видів багатого роду Misumena.

## Галерея

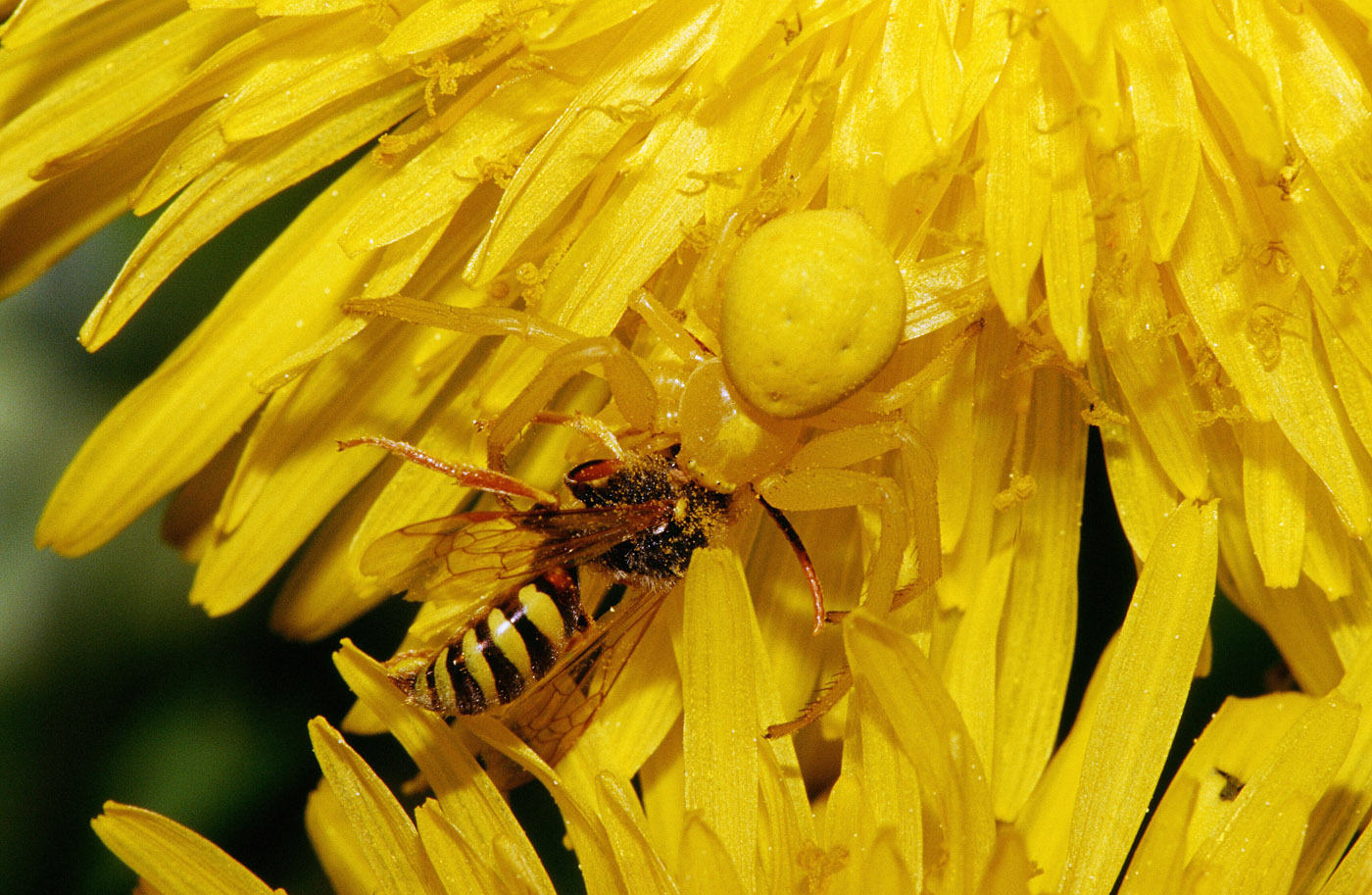
Misumena vatia вполювала осу
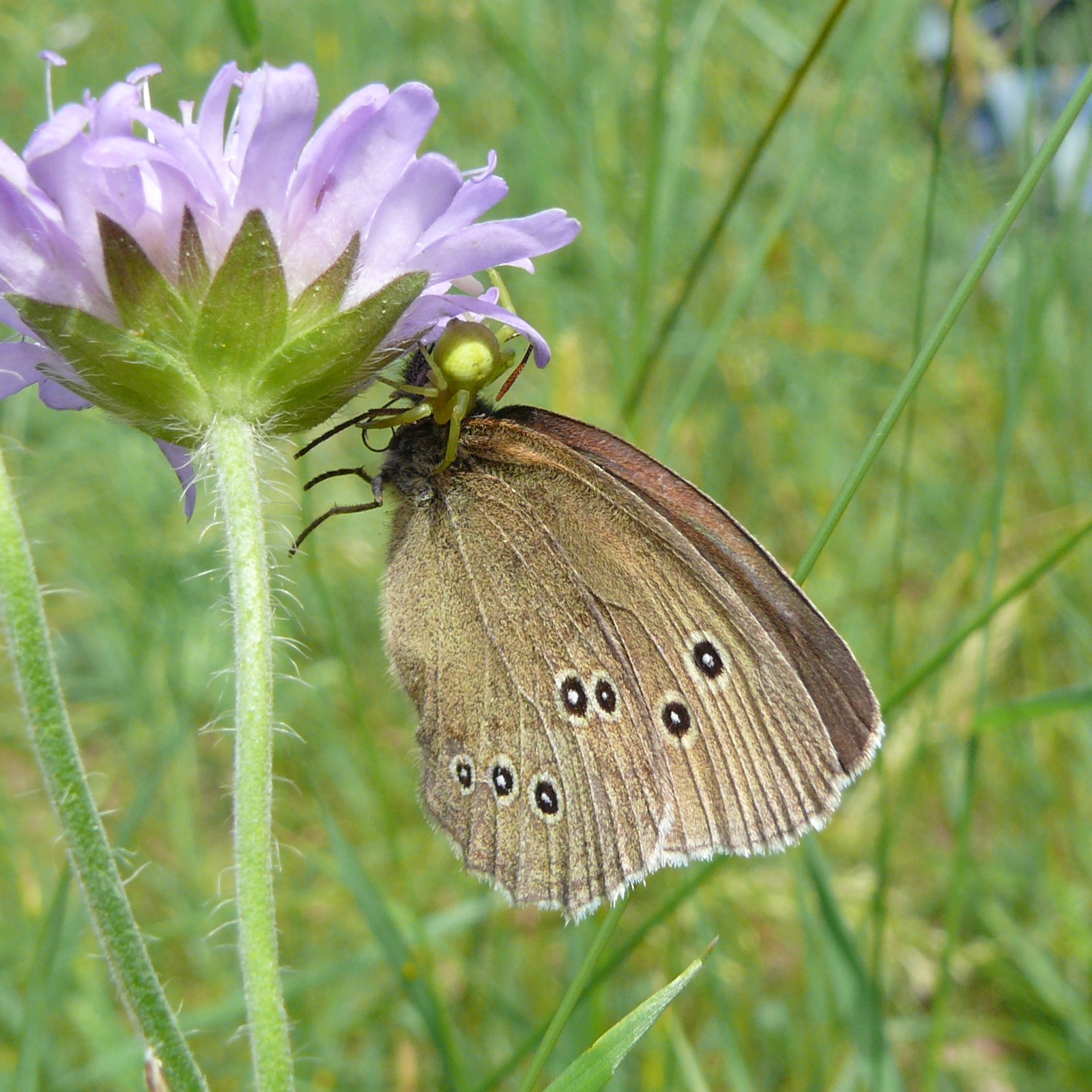
Misumena vatia вполювала метелика
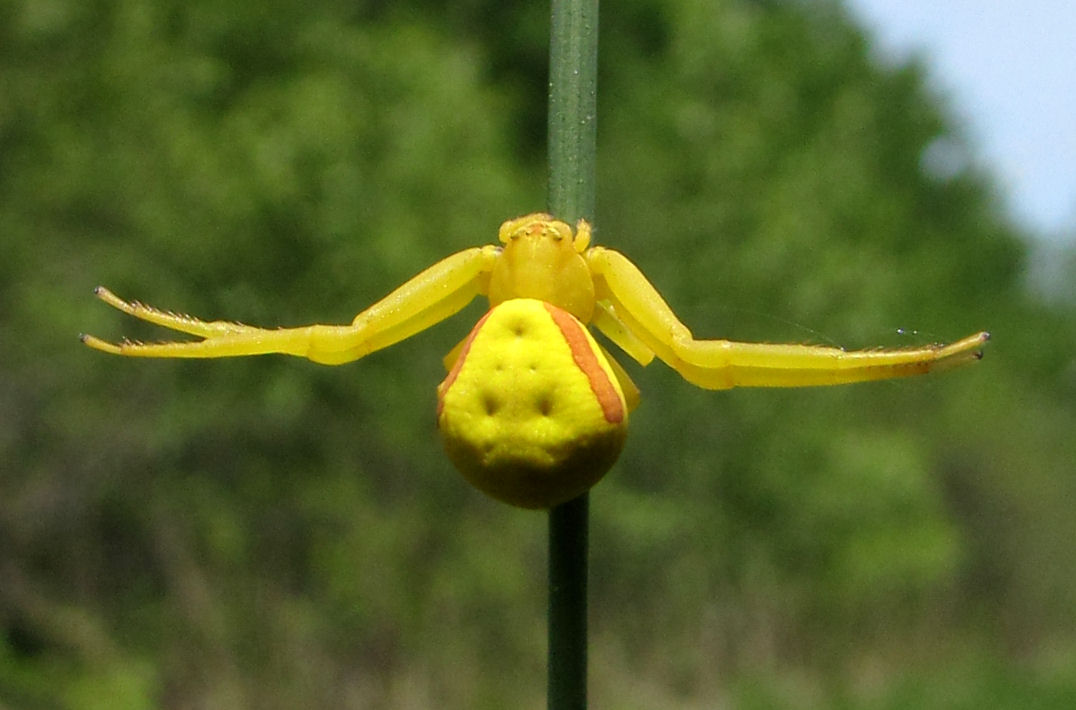
Misumena vatia імітує квітку